# Yo soy Mina
Yo soy Mina es un álbum recopilatorio de la cantante italiana Mina, lanzado el 22 de marzo de 2011 por el sello EMI. El álbum contiene versiones en español de los éxitos de Mina, principalmente de la década de 1970.

## Lista de canciones
| N.º   | Título                                               | Escritor(es)                                  | Duración |  |
| 1.    | «Juntos» («Insieme»)                                 | Mogol Lucio Battisti Julio César              | 4:06     |  |
| 2.    | «Grande, grande, grande» (Versión en español)        | Alberto Testa Tony Renis Amart Cholo Baltasar | 3:57     |  |
| 3.    | «Amor mío» («Amor mio»)                              | Mogol Battisti C. Mapel                       | 4:50     |  |
| 4.    | «No juego más» («Non gioco più»)                     | Gianni Ferrio Roberto Lerici Jaime Israel     | 2:53     |  |
| 5.    | «¿Y qué?» («E poi...»)                               | Andrea Lo Vecchio Shel Shapiro Gefingal       | 4:48     |  |
| 6.    | «Que nos separemos» («Io e te da soli»)              | Mogol Battisti Mapel                          | 4:32     |  |
| 7.    | «Yo pienso en ti» («E penso a te»)                   | Mogol Battisti A. Belgrano                    | 3:41     |  |
| 8.    | «No lo creas» («Non credere»)                        | Ascri Mogol Roberto Soffici César             | 4:15     |  |
| 9.    | «Distancias» («Distanze»)                            | Luigi Albertelli Soffici César                | 4:36     |  |
| 10.   | «Nuur» (Versión en español)                          | Ermanno Capelli Osvaldo Miccichè Belgrano     | 4:14     |  |
| 11.   | «La mente cambia» («La mente torna»)                 | Mogol Battisti Belgrano                       | 4:24     |  |
| 12.   | «Canción para ti» («Canzone per te»)                 | Sergio Bardotti Sergio Endrigo César          | 3:34     |  |
| 13.   | «Dos o acaso tres» («Due o forse tre»)               | Lo Vecchio Shapiro Israel                     | 4:00     |  |
| 14.   | «Todo pasará, verás» («Tutto passerà vedrai»)        | Lo Vecchio Shapiro Belgrano                   | 3:27     |  |
| 15.   | «De qué servirá» («Che vale per me»)                 | Carlo Alberto Rossi Marisa Terzi César        | 2:17     |  |
| 16.   | «Los problemas del corazón» («I problemi del cuore») | Claudio Daiano Pino Massara Belgrano          | 3:44     |  |
| 17.   | «Balalda para mi muerte»                             | Angela Tarenzi                                | 3:56     |  |
| 18.   | «Yo qué puedo hacer» («Uomo»)                        | Enrico Riccardi Albertelli César              | 3:55     |  |
| 71:39 |                                                      |                                               |          |  |

## Posicionamiento
| Listas (2011)       | Mejor posición |
| ------------------- | -------------- |
| Italia (FIMI)       | 55             |
| España (PROMUSICAE) | 99             |